# Борно
 Тази статия е за щата в Нигерия.  За градчето в Северна Италия вижте Борно (Италия).  
Борно е щат в Нигерия с площ 70 898 км2 и население 4 727 450 души (2007). Административен център е град Майдугури.

## Население
Населението на щата през 2007 година е 4 727 450 души, докато през 1991 година е било 2 596 589 души.